# 83
83 ou 83 d.C. foi um ano comum da Era de Cristo, no século I que teve início e fim numa quarta-feira, de acordo com o Calendário Juliano. a sua letra dominical foi E. Segundo o horóscopo chinês, foi o ano da Cabra.
| Ano completo                        |
| ----------------------------------- |
| Ano comum com início à quarta-feira |

## Eventos
83 ou 83 d.C. foi um ano comum da Era de Cristo, no século I que teve início e fim numa quarta-feira, de acordo com o Calendário Juliano. a sua letra dominical foi E.
| Ano completo                        |
| ----------------------------------- |
| Ano comum com início à quarta-feira |

## Nascimentos
- Cláudio Ptolomeu, cientista da grecia (data aproximada) (m. 161).